# Albertstadt

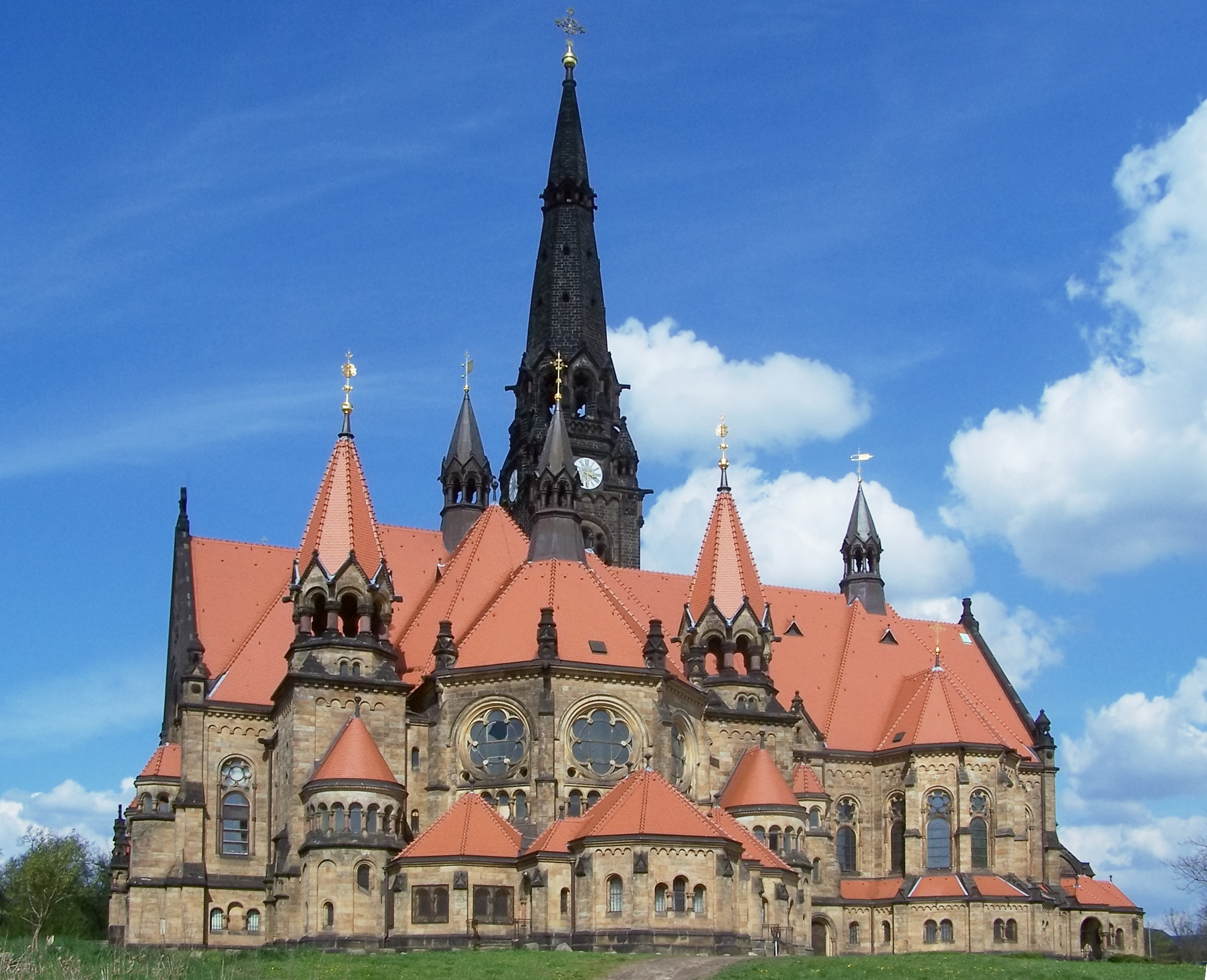
Vue de la Garnisonkirche (église de la Garnison, ou église Saint-Martin)

Albertstadt est un quartier de la ville de Dresde, capitale de la Saxe, en Allemagne, dont la population s'élève à 2 137 habitants pour une superficie de 7,55 km2. C'était autrefois la garnison la plus étendue de l'Empire allemand. Il a été nommé en l'honneur du prince-héritier Albert de Saxe, qui prit part valeureusement à la guerre franco-prussienne, deux ans avant la construction de la garnison et du quartier alentour. Le prince commandait l'armée de la Meuse et régna ensuite en Saxe sous le nom d'Albert Ier.

## Géographie

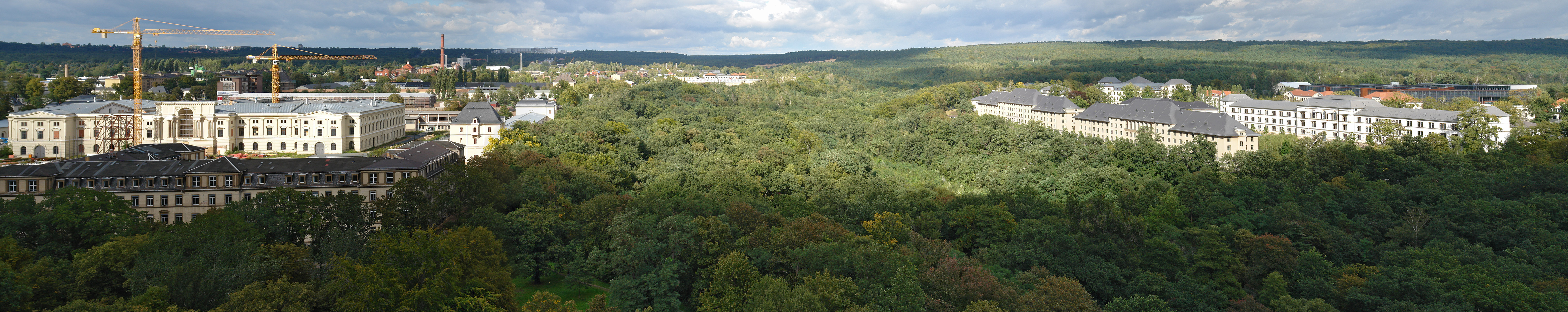
Panorama d'Albertstadt, avec le musée d'histoire militaire de Dresde (ancien arsenal) à gauche

Ce quartier se trouve au nord de Dresde, à trois kilomètres du centre-ville historique. Il est entouré des faubourgs de Radeberg, et de Leipzig (Leipziger Vorstadt) et d'Antonstadt (en), au sud; de la forêt de Dresde et de la lande du Heller au nord. Sa partie sud-est se trouve à 700 m  de l'Elbe.

## Historique

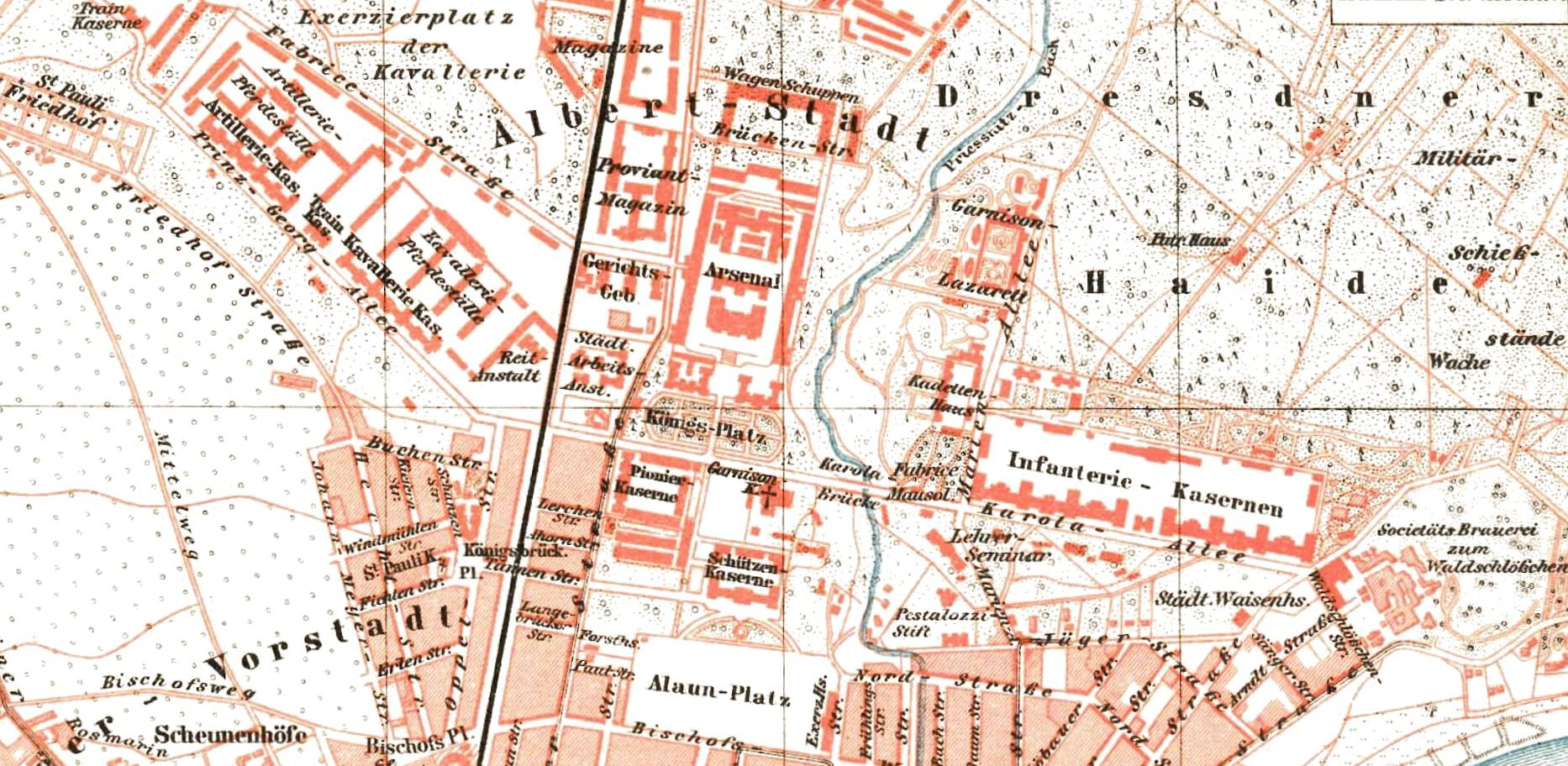
Plan d'Albertstadt en 1895

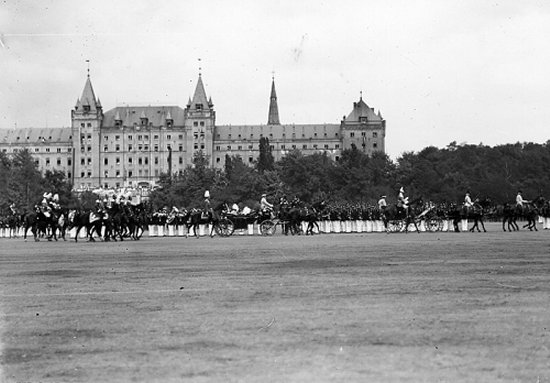
Photographie de 1910 de la Schützenkaserne, la caserne la plus grande d'Albertstadt

C'est en 1873 que la première pierre est posée pour la construction de casernes faisant de cet endroit de forêt prisé pour la chasse la ville de garnison la plus importante de l'Empire naissant. Elle est construite grâce aux indemnités de guerre payées par la France, après la défaite. La planification est placée sous la responsabilité du général de cavalerie von Fabrice (de).
Au début, ce sont 20 000 soldats de l'armée royale saxonne qui y stationnent et au fil des années, ce sont deux divisions. Albertstadt est réuni à la municipalité de Dresde en 1892. Le caractère d'Albertstadt change radicalement après 1918, lorsqu'une grande partie des casernes est fermée et que des bâtiments de l'industrie de guerre sont utilisés à usage civil. Mais c'est surtout après la réunification, que le quartier devient un quartier majoritairement civil, lorsque la Nationale Volksarmee disparaît et que les dernières troupes soviétiques quittent le territoire. Seul le musée d'histoire militaire dans l'ancien arsenal rappelle son ancienne vocation, bien qu'il soit surtout consacré à l'histoire militaire du temps de la RDA, et marginalement à celle de l'Empire allemand. L'aéroport militaire du Heller s'y trouvait de 1918 à 1935.
Le cimetière du Nord était autrefois le cimetière de la garnison. C'est aujourd'hui un cimetière ouvert. Lorsque l'Armée soviétique s'est installée à Alberstadt, après la Seconde Guerre mondiale, elle y a aménagé un cimetière de garnison. Il a rouvert au public en 2008.

## Casernes principales
- Kaiser-Grenadier-Kaserne, caserne des grenadiers de l'Empereur
- Leib-Grenadier-Kaserne, caserne des grenadiers de la Garde
- Schützenkaserne (anciennement Jägerkaserne, caserne des chasseurs), caserne des tirailleurs

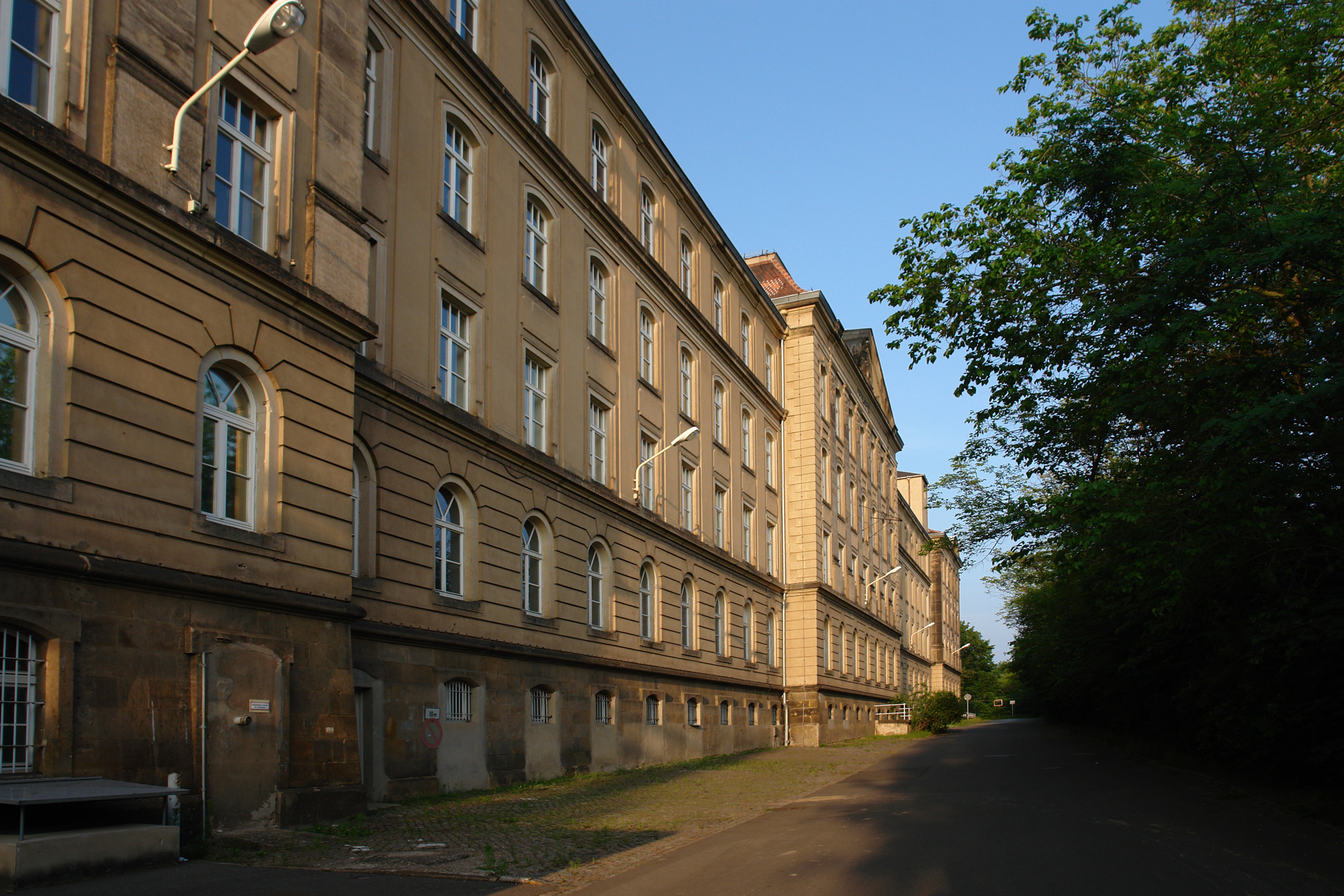
Façade de la Friedrich-August-Kaserne

- Friedrich-August-Kaserne, caserne Frédéric-Auguste. Elle est construite pour un régiment d'infanterie sur la Marienallee en 1894-1895. Son bâtiment principal se trouve derrière la Leib-Grenadier-Kaserne. Elle a été rendue à un usage civil en 1947.
- Fabrice-Kaserne, caserne Fabrice (de)
- König-Albert-Kaserne, caserne Roi-Albert. Cette construite pour l'artillerie. Son bâtiment principal est identique à celui de la caserne de cavalerie. Au milieu de la caserne se trouvent quatre grandes anciennes écuries en forme de L, pouvant accueillir cent chevaux chacune. L'armement de deux batteries du régiment d'artillerie peut y être abrité.

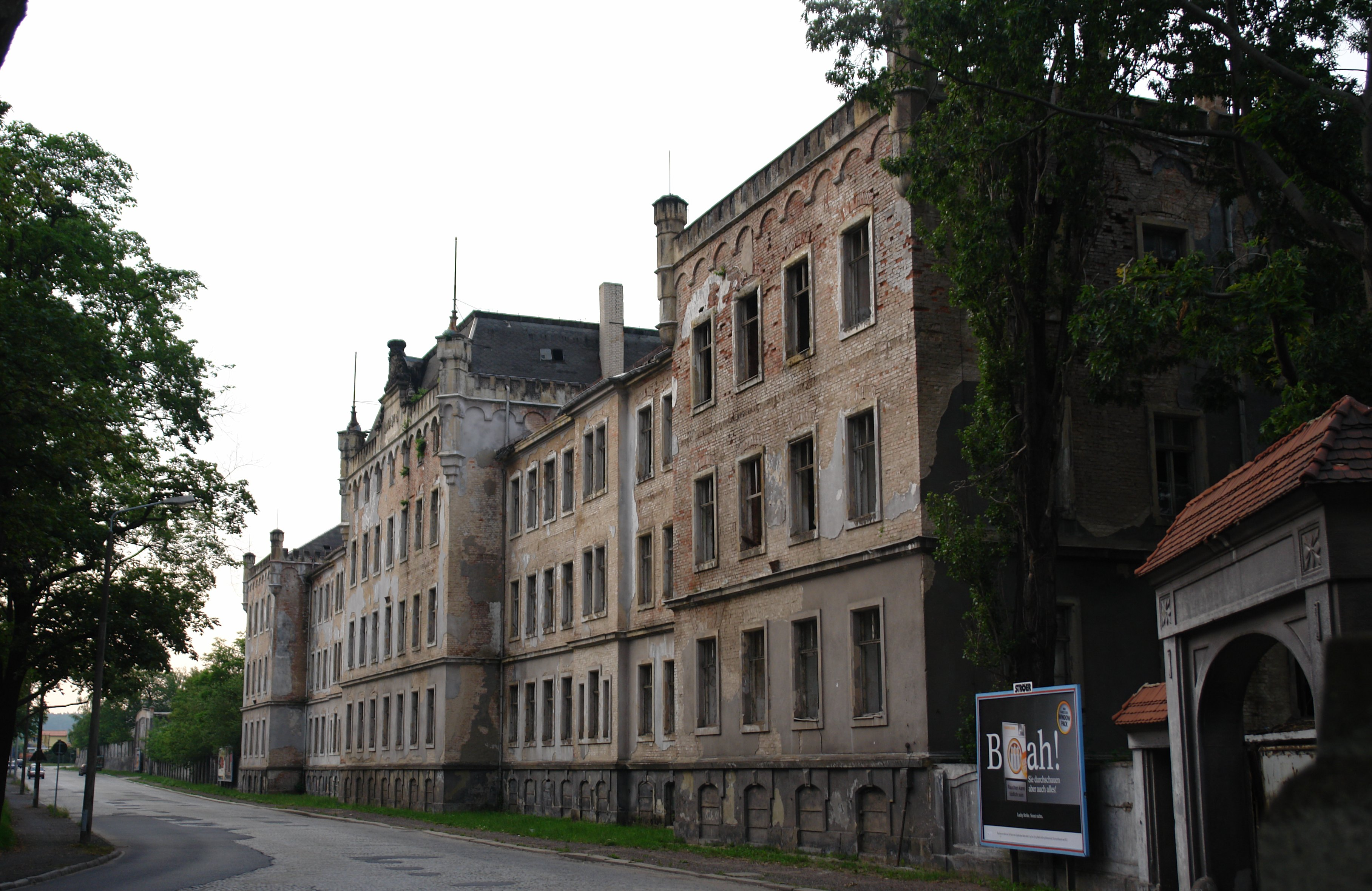
Photographie de la König-Georg-Kaserne

- König-Georg-Kaserne, caserne Roi-Georges, construite en 1900  pour un régiment d'artillerie. Elle se trouve à l'angle de l'allée Stauffenberg et de la rue Fabrice.

## Notes

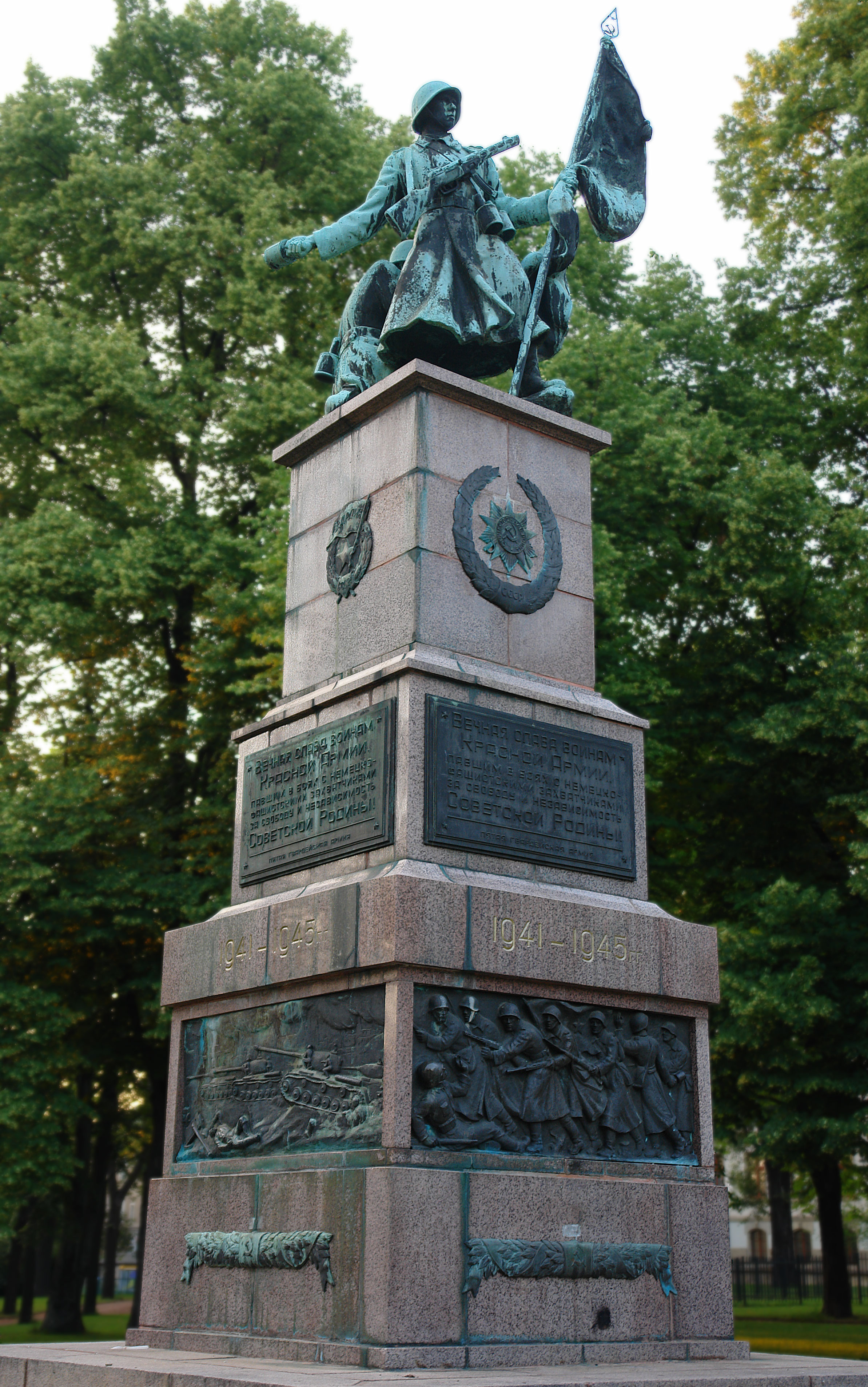
Mémorial érigé en l'honneur de l'Armée rouge en 1946, et sculpté par Otto Rost (1887-1970). Déplacé de l'Albertplatz, dans le centre-ville de Dresde, à Albertstadt, après la réunification allemande